# Starcaster by Fender
Starcaster by Fender predstavlja cijeli niz glazbenih instrumenata i pribora usmjerenih prvenstveno na edukaciju i pomoć pri izobrazbi učenika/početnika, u praktičnom svaladavanju osnova glazbenog odgoja. Ovu liniju Fender je pokrenuo početkom 2000-ih godina, i važno je za napomenuti da ovi modeli nemaju veze sa starijim Fender Starcaster modelom.

## Električne gitare
Ovi modeli električnih gitara proizvodili su se u istočnoazijskim zemljama, i obično su prodavane u paketu s modelom pojačala za praktičnu izobrazbu Squier SP-10 (npr. "Starcaster Strat Pack").

U 2006. i 2007. godini Fender je preko svoje Internet stranice uspostavio kontakt za prodaju svojih proizvoda preko već postoječih specijaliziranih američkih internet trgovina, i njihovi lanaca prodajnih mjesta artiklima široke uporabe, kao što su: Best Buy, Target, Costco i Sam's Cluba. Dijelovi gotovih proizvoda na različitim lokacijama prodajnih mjesta, nije bila prepreka da svi modeli u konačnici budu kupcima dostupni u bilo kojem prodajnom mjestu. Na primjer, tijelo gitare u trobojnom sunburstu s hvataljkom od palisandera iz Best Buya, uklopit će se s crnim javorovim vratom iz trgovine Target s pearloid markerima tona na hvataljci (broj modela: 0283001165), i bit će prodan u trgovini Sam's kluba. Sam's klub je 2007. godine kao prodajno područje s Fenderove internet stranice povučen, ali preko drugih prodajnih mjesta kao što su: BJ's Wholesale Club, Amazon.com i Buy.com isti se i dalje razvijao.
 Većina ovih modela gitara podsjećaju na model Stratocaster u njegovim ranim verzijama, dok po dizajnu glave vrata u obliku "strelice" sliće na Fender Swinger model.

Tipičan Starcaster Strat je model s punim čvrstim tijelom. Ugrađenu konfiguraciju elektromagneta čine tri jednostruka elektromagneta, s potodjelnim preklopnim prekidačem pomoću kojeg se odabire uporabna shema elektromagneta. Most je plutajući s vibrato ručicom.

Do 2011. godine vrat gitare od 21, ili 22 polja, i specifična glava vrata u obliku strijele ukompletirani su na modele od zaostalih zaliha dijelova iz pre-CBS vremena, te stoga imaju "takve" prepoznatljive značajke.

Prijašnji Stracast modeli imaju nešto manju glavu vrata, a na ponekim modelima ista je obojana uz odgovarajuću boju tijela gitare.

Tijelo gitare izrađeno je od lipe ili agathisa, ovisno o modelu i godini proizvodnje.
 Ostale manje promjene kao što je niža klasa s vibratom napravljeni su u cilju uštede troškova proizvodnje u istočnoazijskim zemljama poput Kine i Indonezije.
 Na ovim modelima šupljina elektromagneta je omogućila fleksibilnost u dizajnu što je iskorišteno za ugradnju HSH konfiguracije elektromagneta. Iako većina glazbenika koriste modele s klasičnom Stratocaster konfiguracijom od tri jednostruka elektromagneta, ne rijetko se viđaju i oni s SSH konfiguracijom elektromagneta (dvostruki elektromagnet na poziciji bliže mostu gitare).

Modeli Strat ne smatraju se kopijom Starcaster modela gitare, jer je ovaj brand u vlasništvu Fendera. Napomena: Model Starcaster sa serijeskim brojem koji počinje s CWSxxxxxxx,  i dopunom "proizveo AXL" (engl: made by AXL), proizvedeni su u Kini. Dok, modeli sa serijskim brojem ICXXXXX, i dopunom "proizvedeni u Cort tvornici" (engl:made at the Cort factory) proizvedeni su u pogonima Cort u Indoneziji.

Takav model gitare sa specifičnim dizajnom glave vrata u obliku strijele, s hvataljkom vrata od palisandera vidimo prikazan na slici. Proizvedio se u Indoneziji od 2004. – 2006. godine, u istom razdoblju, i u istom pogonu kad i model Squier '51 (model s ugrađenim dvostrukim elektromagnetom).

I iako je shema spajanja ugrađenih komponenti nešto drugačija, ova dva modela dijele mnoge zajedničke osobine i komponente, kao što su: mašinice, elektromagneti, sedla na mostu i ploča na tijelu gitare.

Općenito, ovi modeli gitara su kvalitetniji od modela s glavom vrata u obliku strijele izrađenih u Kini (na gornjoj slici lijevo model s hvataljkom od javora). Modeli proizvedeni u Indoneziji također su s glavom vrata u obliku strijele, ali s nešto užom kobilicom (4o mm) kao u Fender Stratocaster modela. Automatski uži vrat pogodniji je model za uporabu glazbenicima s kraćim prstima.

## Bas gitare
Modeli Starcaster bas-gitare danas su rijetko dostupne i viđene. Jedan model Fender Starcaster J-Bass koji se temelji na Fender Jazz Bassu, sa serijskim brojem 284800108 bio je dostupan 12. studenog 2009. godine na internet stranici Amazon.com.

## Elektroakustične gitare
Slijede Starcaster by Fender elektroakustične gitare s čeličnim žicama.
- Elektroakustična Cutaway (odrezana, jednostruko dolje), je model gitare kojoj je prednja ploča izrađena od smreke. Uz ovaj model gitare u paketu su: rezervni komplet žica,  remen, štimalica i torba za nošenje.[4]

- Dreadnought elektroakustična gitara kojoj je prednja ploča izrađena od laminirane smreke. Tijelo ove gitare dizajnom je nešto veće od uobičajenih dimenzija, što modelu daje puniji i glasniji ton.[5]

## Bubnjarski komplet
Fender također proizvodi i bubnjarski komplet pod nazivom Starcaster by Fender. Drveni sudovi/obrući izrađeni su od tvrdog drveta. Osnovni dijelovi su mu: mali doboš, bas bubanj, tomovi i činele. U Velikoj Britaniji prodavan je u trgovinama Tesca i Argosa

Elelktronski stolni model bubanja TT-1., serijski broj 0887004001 predstavljen je 2009. godine, i sastoji se od sedam jastučića, dvije bas pedale i MIDI spoj ulaz/izlaz.

## Pojačala i efekt pedale
Krajem 2007. godine Fender je pod nazivom Starcaster by Fender predstavio paletu jeftinijih modela gitarskih pojačala, i efekt pedala. Među njima je najznačajnije bilo nekoliko papučica za oblikovanje i modeliranje zvuka, kao što su: plava "distorzion/eq" pedala, žuto-zelena chorus i narančasta flanger pedala. Od gitarskih pojačala bio je dostupn model "Starcaster 15G", izlazne snage 15 W.

## Vanjske poveznice
- "Stracaster by Fender u kalendarskom pregledu iz fender.com arhiva"
- "Stracaster by Fender - opisni sadržaj"  Arhivirana inačica izvorne stranice od 28. srpnja 2014. (Wayback Machine)